# Obereopsis seminigra
Obereopsis seminigra là một loài bọ cánh cứng trong họ Cerambycidae.